# 秦村 (岡山県)
秦村（はだむら）は、岡山県吉備郡にあった村。現在の総社市の一部にあたる。

## 地理
高梁川の中流右岸に位置していた。

## 歴史
- 1889年（明治22年）6月1日、町村制の施行により、下道郡秦村、福谷村が合併して村制施行し、秦村が発足[1][2]。旧村名を継承した秦、福谷の2大字を編成[2]。
- 1893年（明治26年）大洪水で大きな被害を受けた[2]。
- 1900年（明治33年）4月1日、郡の統合により吉備郡に所属[1][2]。
- 1948年（昭和23年）4月1日、大字福谷の一部を吉備郡下倉村に編入[1][2]。
- 1954年（昭和29年）3月1日、吉備郡総社町に編入され廃止[1][2]。編入後、総社町大字秦・福谷となる[2]。

### 地名の由来
渡来人の秦氏の居留地であったことから。

## 産業
- 農業[2]
- 産物：米、麦、大豆、藺草、葉煙草、スイカ、落花生、エンドウ、ソラマメ、トウガラシ[2]

## 交通
1930年（昭和5年）常盤橋が完成し、西田渡しが廃止となる。

## 教育
- 1890年（明治23年）橋本に尋常秦小学校開校[2]。1893年（明治26年）秦尋常小学校に改称[2]。同年、大洪水で校舎が流出し、1902年（明治35年）校舎を再建[2]。1931年（昭和6年）福谷尋常小学校が統合され分教場となるが1933年（昭和8年）廃止[2]。1934年（昭和9年）台風で校舎が倒壊し、後に再建され、1947年（昭和22年）秦小学校となる[2]。